# Profaan
Profaan is een term die wereldlijk betekent in de tegengestelde betekenis van geestelijk of sacraal, zoals in de christelijke terminologie gebruikelijk is (zie Wereld (christendom)). De tegenstelling komt tot uiting in de uitspraak in Johannes 17:16: "Ze horen niet bij de wereld, zoals ik niet bij de wereld hoor" (Nieuwe Bijbelvertaling).
Een ander woord voor profaan in dit verband is seculier. Een seculier priester is een geestelijke die niet is aangesloten bij een reguliere orde, dan wel geen kloosterling is.
De betekenis van "profaan" gaat soms verder dan die van "seculier" en kan ook het begrip godslasterlijk omvatten. "Profaan" (taalgebruik bijvoorbeeld) kan ontheiligend ("ongepast") betekenen. Deze toepassing is grotendeels in onbruik geraakt.